# Palacio de Augustemburgo
El palacio de Augustenborg  (en danés: Augustenborg Slot; en alemán: Schloss Augustenburg) es un palacio de estilo Rococó localizado en la parte sudoeste de Augustenborg, isla de Als, Dinamarca, orientado al fiordo de Augustenborg. El palacio debe su nombre a la duquesa Augusta (1633-1701). A su vez, Augustenborg dio su nombre a la Casa de Schleswig-Holstein-Sonderburg-Augustenburg, cuyo último miembro fue el duque Cristián Augusto II (1798-1869).

## Historia

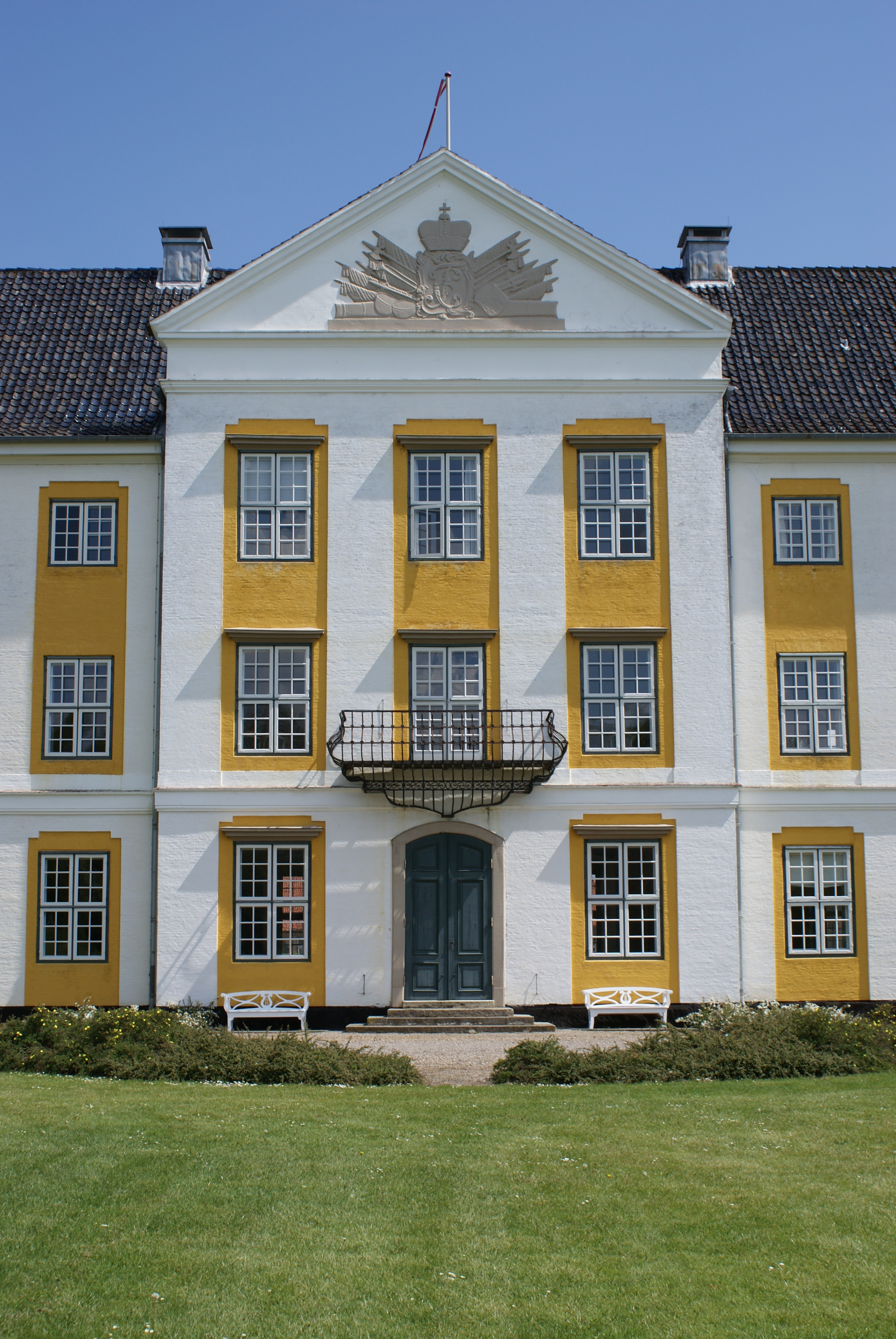
Fachada del palacio.

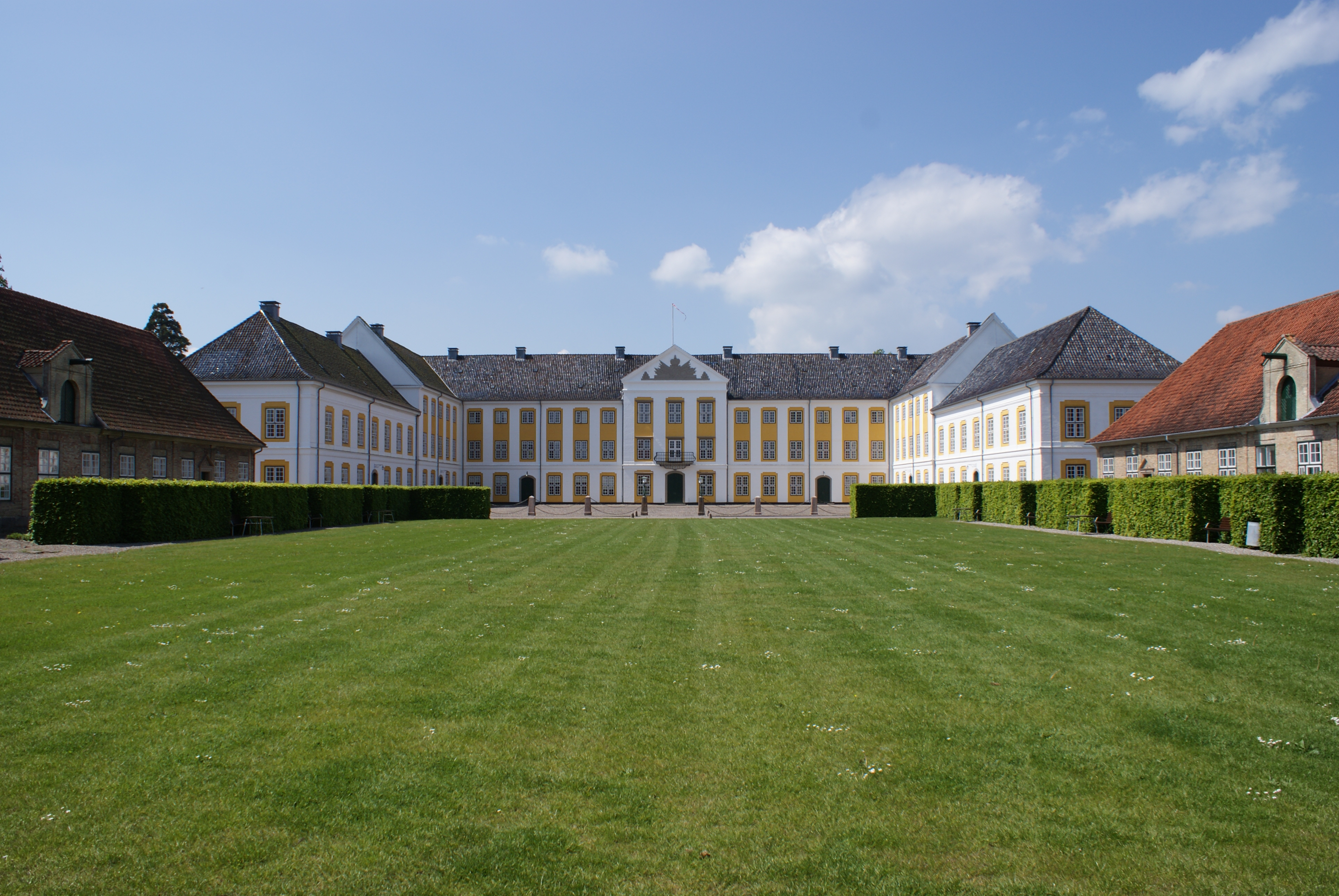
Vista del Palacio de Augustenborg desde el patio

La mansión original, parcialmente de madera, fue construida entre 1660-1664 por Ernesto Gunter, el primer duque de Augustenborg, después de que comprara la aldea de Stavensbøl y la demoliera para aprovechar sus tierras. Los edificios de una planta, con el tejado rojo alrededor del patio exterior, fueron añadidos a partir de 1733, mientras que el edificio principal de tres alas, reemplazando la mansión original, fue construido entre 1770 y 1776 en completa simetría, un fino ejemplo de arquitectura barroca. 
Con sus muros pintados de amarillo y su tejado de azulejos azules, las alas crecen gradualmente en altura al acercarse a la sección central. Los tres vanos centrales de la fachada sobresalen como avant-corps de tres alturas. Dentro, uno bonito hall de entrada fue terminado en estuco pintado blanco por el decorador italiano Michel Angelo Taddei (1755-1831). Taddei también trabajó en el interior de la capilla barroca de dos alturas en el ala norte del edificio, añadiendo un retablo Rococó con un púlpito integrado, así como decoraciones a lo largo de las vueltas y muros de la nave. Durante el mismo periodo, gran parte de la ciudad fue regenerada. El edificio del palacio sufrió una nueva renovación en la década de 1920. Hans Christian Andersen pasó dos semanas en el palacio en otoño de 1844 y escribió La pequeña cerillera cuando visitó el castillo.
Durante la Primera Guerra de Schleswig (1848-50), Cristián Augusto II, el último duque en vivir en el palacio, abandonó Augustenborg como resultado de sus estrechas relaciones con Alemania. Desde entonces el edificio sirvió primero como acuartelamiento y a partir de 1878 como seminario para mujeres.
En 1921, Augustenborg fue adquirido por el Estado danés. Fue habilitado como hospital en 1927-1928 y desde 1932 se viene utilizando como hospital psiquiátrico. Existe una exposición sobre el palacio, la ciudad y su historia ducal en la entrada del edificio.

## Iglesia del palacio

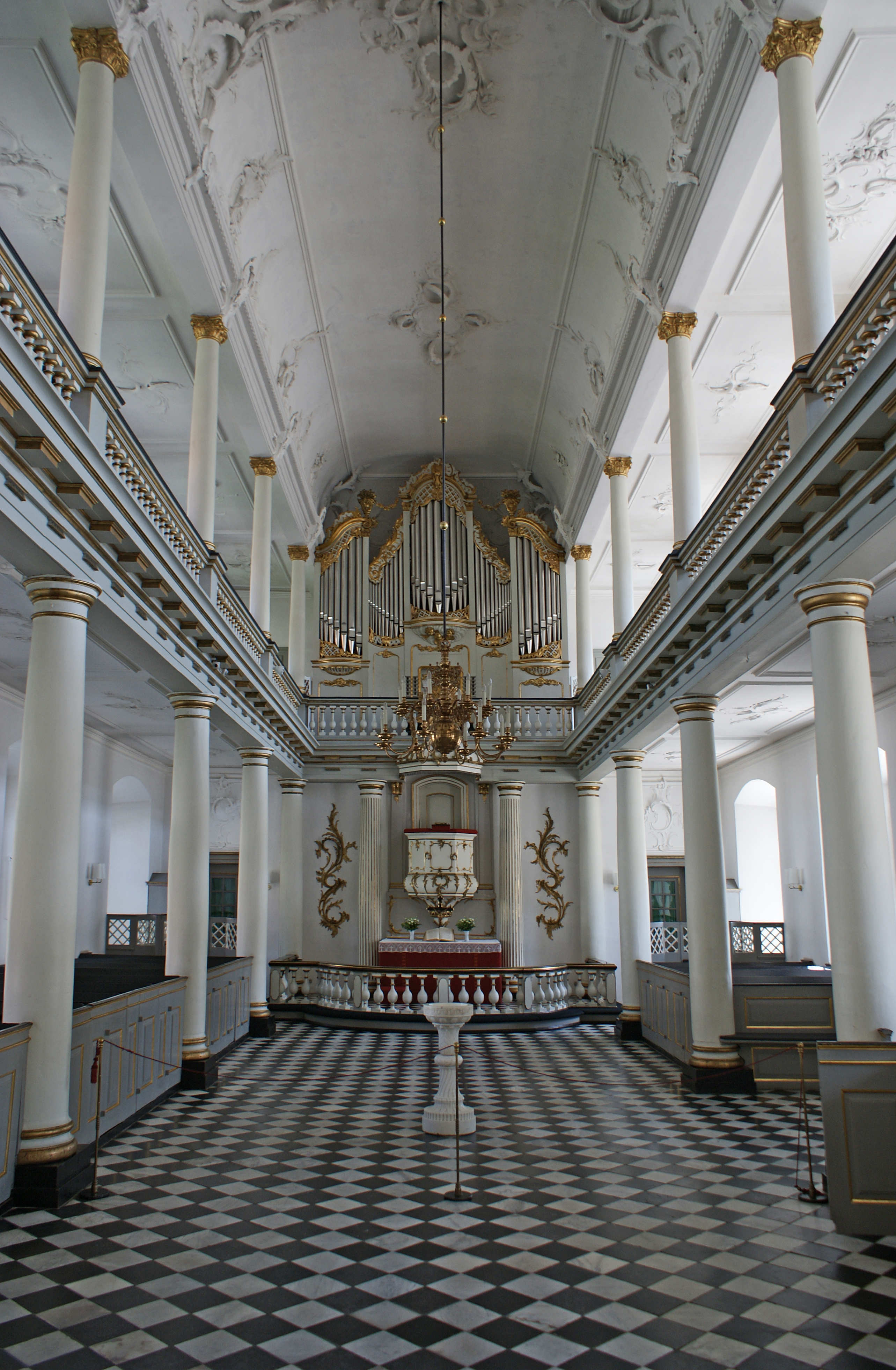
La iglesia del Palacio de Augustenborg.

La mayor sala del castillo es el espacio dedicado a la iglesia, que data de finales del siglo XVIII. No visible desde fuera, cubre enteramente las dos plantas del anexo del ala norte y es el sucesor de una capilla más antigua, de 1671, que fue demolida antes de la construcción del castillo. Esta sala, que ha servido como iglesia parroquial de la ciudad desde 1874, fue ampliamente restaurada en 1972.
La arquitectura rococó de la sala de la iglesia concuerda con la del resto del edificio. El trabajo de estuco fue probablemente diseñado por Michelangelo Taddei. Esta sala eclesial tiene siete vanos separados para ventanas. Seis columnas dóricas y seis columnas corintias separan el espacio, formando un hall de tres naves. Una balaustrada curva conduce al púlpito del altar en el muro oriental. El órgano se sitúa sobre lo alto del altar y se debe al constructor de órganos de Holstein, Johann Daniel Busch. La pila bautismal de mármol de Carrara fue un regalo del zar ruso Alejandro I.

## Terrenos y jardines del palacio

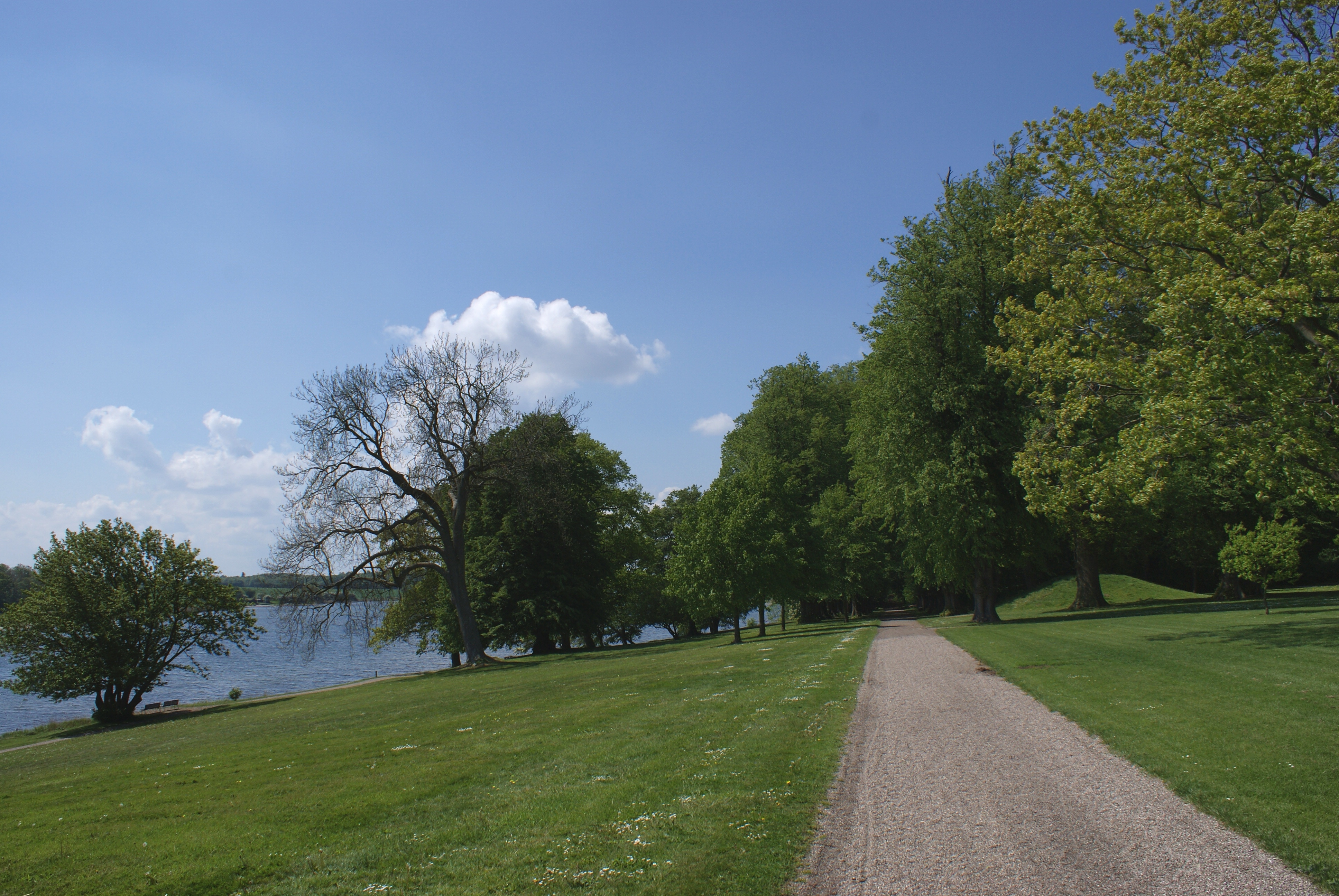
Jardines del palacio.

El castillo está situado directamente sobre una bahía del fiordo de Augustenborg, un brazo del mar Báltico. Las vistas a la bahía y el paisaje detrás de esta parecen ser una continuación del propio jardín en la distancia. Los terrenos incluyen un jardín de estilo barroco, que en el siglo XIX fue transformado en un parque paisajístico. El jardín itiene grandes terrazas de césped y seto topiario. 
El jardín emplazado en frente del edificio del palacio está enmarcado por árboles y colinas esculpidas, accesibles por senderos. Bajo uno de los tilos en los terrenos del castillo existe una placa conmemorativa del poeta Andersen, quien se afirma que hubo trabajado aquí para muchas de sus historias. Dentro del parque, hay dos casas veraniegas y dependencias, que después de la partida de la familia ducal en 1848, fueron transformadas para uso público. La Casa del Príncipe es de tamaño pequeño, de apariencia relativamente espartana. Fue construida en 1765 para Emilio Augusto, el hermano menor del duque Federico Cristián I. La casa roja sirvió como ermita para Emilio Augusto, quien vivió ahí hasta su muerte en 1786. La pequeña finca fue legada a su hermana, Cristina Luisa Carolina, para su uso en vida. La iglesia del palacio, que ahora sirve como iglesia parroquial de Augustenborg, está abierta al público en los meses de verano. Tours por los apartamentos ducales pueden concertarse con antelación.